# فضيل بن زامل الجبري
الْأَمِيرُ فُضَيْلُ بْنُ زَامِلٍ الْجَبْرِيُّ ثاني أمراء الجبور في القطيف بعد سقوط الدولة الجبرية، تولى حُكم القطيف خلفًا لغصيب بن زامل الجبري من سنة 942هـ/1535م حتى سنة 943هـ/1536م.

### فهرس المراجع
منشورات
عربيَّة
1. ↑  الخالدي (2011)، ص. 73–74.

### بيانات المراجع (مُرتَّبة حسب تاريخ النشر)
الكُتُب
العربيَّة
- خالد بن عزام بن حمد الخالدي؛ إيمان بنت خالد الخالدي (2011). السلطنة الجبرية: في نجد و شرق الجزيرة العربية (ط. 1). بيروت: الدار العربية للموسوعات. ISBN:978-9953-563-16-9. LCCN:2011332519. OCLC:705005796. OL:25365932M. QID:Q120997896.

| ألقاب ملكية       | ألقاب ملكية                       | ألقاب ملكية       |
| ----------------- | --------------------------------- | ----------------- |
| سبقه غصيب بن زامل | أمير الجبور في القطيف 1535 - 1536 | تبعه منيع بن سالم |